# Frédéric-Auguste de Nore
 (mai 2020).
Si vous disposez d'ouvrages ou d'articles de référence ou si vous connaissez des sites web de qualité traitant du thème abordé ici, merci de compléter l'article en donnant les références utiles à sa vérifiabilité et en les liant à la section « Notes et références ».
Frédéric-Auguste de Schleswig-Holstein-Augustenbourg, comte de Noer, né le 23 août 1830 à Gottorp, mort le 25 décembre 1881 à Noer, est un orientaliste allemand du XIXe siècle.

## Publications
- Friedrich August von Noer, L'empereur Akbar : un chapitre de l'histoire de l'Inde au XVIe siècle. Publié d'abord en Allemand sous le pseudonyme d'Onomander, plus tard traduit en anglais, puis en français par Gaston Bonet-Maury[2].